# Tarom
Tarom, samentrekking van Transporturile Aeriene Romane, is de nationale luchtvaartmaatschappij van Roemenië met thuisbasis in Boekarest (Henri Coandă International Airport). Ze verzorgt binnenlandse en internationale vluchten naar bestemmingen in Europa, Afrika en het Midden-Oosten.
Tarom is voor 95% in handen van de Roemeense overheid. De maatschappij was in 2007 goed voor 1,69 miljoen passagiers.

## Geschiedenis
Tarom werd opgericht in 1945 als TARS Transportturi Aeriene Romana Sovietica met hulp van de Sovjet-Unie. Na de aankoop van de Russische aandelen door de Roemeense overheid werd de naam in 1954 gewijzigd in Tarom.

## Vloot
De vloot van Tarom bestond op april 2020 uit de volgende toestellen.
| Toesteltype     | In Dienst | Orders | Passagiers | Passagiers | Passagiers | Opmerking                |
| Toesteltype     | In Dienst | Orders | B          | E          | Totaal     | Opmerking                |
| --------------- | --------- | ------ | ---------- | ---------- | ---------- | ------------------------ |
| Airbus A318-100 | 4         | 0      | 26         | 81         | 107        |                          |
| Airbus A318-100 | 4         | 0      | 14         | 99         | 113        |                          |
| Boeing 737-300  | 4         | 0      | 16         | 102        | 118        |                          |
| Boeing 737-300  | 4         | 0      | 8          | 126        | 134        |                          |
| Boeing 737-700  | 4         | 0      | 14         | 102        | 116        | YR-BGF met SkyTeam thema |
| Boeing 737-800  | 4         | 0      | Var        | Var        | 189        |                          |
| Boeing 737-800  | 4         | 0      | 16         | 144        | 160        |                          |
| ATR 42          | 7         | 0      | Var        | Var        | 48         | YR-ATC met SkyTeam thema |
| ATR 72          | 6         | 0      | Var        | Var        | 68         |                          |
| Totaal          | 29        | 0      |            |            |            |                          |